# Alpgrimmia
Alpgrimmia (Grimmia fuscolutea) är en bladmossart som beskrevs av W. J. Hooker 1818. Alpgrimmia ingår i släktet grimmior, och familjen Grimmiaceae. Enligt den finländska rödlistan är arten starkt hotad i Finland. Enligt den svenska rödlistan är arten starkt hotad i Sverige. Arten förekommer i Nedre Norrland och Övre Norrland. Artens livsmiljö är fjällklippor, block- och stenmarker. Inga underarter finns listade i Catalogue of Life.